# Inga Ålenius
Inga Maria Ålenius (født 15. maj 1938, død 23. april 2017) var en svensk skuespillerinde. Hun nåede i sin karriere at medvirke i tv-serier som Hem till byn, Sunes jul, Den gode vilje og Skærgårdsdoktoren.
Ålenius blev uddannet på elevskolen ved Östgötateatern fra 1963 til 1966. Hun var i sin karriere ansat på teatre som Folkteatern i Göteborg og Riksteatern.
Hun ligger begravet på Skogsminneslunden i Helsingborg.

## Udvalgt filmografi
- Hem till byn (tv-serie, 1971–2006)
- Mor gifter sig (tv-serie, 1980)
- Hedebyborna (tv-serie, 1980)
- Fanny og Alexander (1982)
- Sunes jul (julekalender, 1991)
- Den gode vilje (1992)
- Rusar i hans famn (1996)
- Skærgårdsdoktoren (tv-serie, 1998)
- Beck (tv-serie, 1998)
- Julemanden (1999)
- Kommissarie Winter (tv-serie, 2001)
- Capricciosa (2003)
- Tilbage til Dalarna (2004)